# Люк (приток Лозы)
Люк — река в России, протекает в основном в Игринском районе Удмуртии (исток и первые километры течения в Балезинском районе). Устье реки находится в 9,9 км по левому берегу реки Лоза. Длина реки составляет 21 км.

## Течение
Исток реки в южной части Верхнекамской возвышенности в Балезинском районе около деревни Верх-Люк в 2 км к востоку от посёлка и станции Люк. Генеральное направление течения — юго-восток и восток.
Крупнейший приток — Карачумка (левый). Большая часть течения проходит по ненаселённому холмистому лесу, в среднем течении река протекает село Люк. Впадает в Лозу в деревне Устье Люк.

## Данные водного реестра
По данным государственного водного реестра России относится к Камскому бассейновому округу, водохозяйственный участок реки — Чепца от истока до устья, речной подбассейн реки Вятка. Речной бассейн реки — Кама.
Код объекта в государственном водном реестре — 10010300112111100032868.